# Kunst im öffentlichen Raum in Hamburg-Lurup
Diese Liste von Kunst im öffentlichen Raum in Hamburg-Lurup enthält dauerhaft aufgestellte Kunstwerke auf dem Gebiet des Stadtteils Lurup der Freien und Hansestadt Hamburg, die sich im öffentlichen Raum befinden und von anerkannten Künstlern und Künstlerinnen geschaffen wurden. Viele dieser Kunstwerke sind durch das Programm Kunst am Bau (und dessen Folgeprogramme) gefördert oder mit öffentlichen Geldern angekauft worden, dies ist aber keine Voraussetzung für die Aufnahme. Ebenso mögen einige dieser Kunstwerke als Kulturdenkmal geschützt sein, aber auch das ist keine Voraussetzung für die Aufnahme in diese Liste.
Bauschmuck ist im Normalfall im Artikel über das Bauwerk darzustellen, und gehört nicht in diese Liste. Streetart kann Aufnahme in die Liste finden, wenn es zu dem konkreten Kunstwerk eine ausführliche Rezeption in der Kunstwissenschaft gibt und ein enzyklopädischer Artikel über die Streetart-Künstler oder -Künstlerin existiert oder vorstellbar wäre. Denkmäler, die an eine Person oder ein Ereignis erinnern, können in die Liste aufgenommen werden, wenn sie ob ihrer zumeist plastischen Gestaltung als Kunstwerk gelten können. Bei reinen Gedenktafeln ist das normalerweise nicht der Fall.
Basis der Zusammenstellung sind Datensätze der Hamburger Kulturbehörde von 2012 und 2018, eine Veröffentlichung der SAGA GWG von 2008, und verschiedene Veröffentlichungen von Kunsthistorikern zum Thema. Eine abschließende Liste von Literatur kann es nicht geben, jedoch ist für jeden Eintrag in die Liste ein konkreter Verweis auf eine amtliche Liste oder anerkannte Sekundärliteratur erforderlich.
Gestohlene oder zerstörte Kunstwerke, die ehemals in Hamburg-Lurup aufgestellt waren, sind in einer separaten Liste aufgeführt.

## Legende
- Lage: Nennt die nächstgelegene Straße und, wenn vorhanden und sinnvoll, das nächstgelegene Bauwerk (mit Hausnummer) oder das umgebende Gebiet (z. B. einen Park) und gibt nötigenfalls Hinweise zur genauen Lage. Darunter werden - wenn vorhanden - auch die Geo-Koordinaten und das Wikidata-Logo als Verweis auf das Wikidata-Objekt angegeben. Die Spalte ist nach der Adresse sortierbar.
- Künstler/in: Name des Künstlers oder der Künstlerin, die das Kunstwerk geschaffen haben, verlinkt mit dem Wikipedia-Artikel zur Person. Die Spalte ist nach dem Nachnamen sortierbar.
- Beschreibung: Kurzbeschreibung des Werks, immer zuerst: Werktitel (kursiv), dann möglichst Material, Stil, Größe, Dargestelltes, Art der Förderung
- Jahr: Jahr der Fertigstellung des Kunstwerkes, wenn unbekannt dann das Jahr der Aufstellung. Hier kann nur ein einziges Jahr angegeben werden, kein Zeitraum. Weitere zeitliche Details zur Schaffung des Kunstwerkes (von–bis) können in der Beschreibung angegeben werden.
- Quelle: Kulturbehörde, SAGA, Literatur, jeweils mit Fußnote. Diese Angabe ist für eine Aufnahme in die Liste verpflichtend.
- Bild: Bild des Kunstwerks, mit Link auf Commons-Kategorie wenn vorhanden

Hinweis: Die Grundsortierung der Liste erfolgt nach der Adresse. Die Liste ist alternativ nach Künstler, Werktitel, Datierung oder Quelle sortierbar.

## Liste
| Lage                                                                                    | Künstler                  | Beschreibung | Jahr      | Quelle               | Bild |  |
| --------------------------------------------------------------------------------------- | ------------------------- | --- | --------- | -------------------- | --- |  |
| Am Kratt 1d / 7a, Glückstädter Weg 42a An vier Giebeln (Lage)                           | AG Horizont               | Fächerartige Rankgerüste Farbige Wandfächer aus Stahl als Rankgitter, Ankauf durch SAGA. | 1986      | SAGA                 | weitere Bilder |  |
| Binsenort 24 Blinden- und Sehbehindertenverein Hamburg, Vorgarten (Lage)                | Götz Loepelmann           | Stahlbrunnen KaB | 1969      | Kulturbehörde        | Bild gesucht Die Wikipedia wünscht sich an dieser Stelle ein Bild vom Ort mit diesen Koordinaten 53.59122 9.86637 . Motiv: Binsenort 24 Falls du dabei helfen möchtest, erklärt die Anleitung , wie das geht. BW         |  |
| Bornheide 79 Spielplatz (Lage)                                                          | Rudolf Belling            | Symbol der Gemeinsamkeit Abstrakte Bronzeskulptur auf einem großzügigen Sockel. Ankauf durch GWG. | 1968      | Kulturbehörde        | weitere Bilder |  |
| Bornheide 80–82 Vor dem Hochhaus an der Straße (Lage)                                   | Johannes Ufer             | Möwen Bronze | 1968      | Zabel                | weitere Bilder |  |
| Böttcherkamp 103 (Lage)                                                                 | Vilma Lehrmann-Amschler   | Spielende Kinder Die Bronzeskulptur zeigt zwei Knaben, die einander an den Händen haltend weit zurückgelehnt in der Balance bleiben. Ankauf durch die SAGA. Vergleiche die ähnliche Skulptur (Abguss?) von Lehrmann-Amschler in Hamburg-Hummelsbüttel. | 1968      | Kulturbehörde        | weitere Bilder |  |
| Dahmeweg 25 Siedlung Katzbachstraße (Lage)                                              | Volker Lang               | Für Lurup SAGA | 1998      | Kulturbehörde        | Bild gesucht Die Wikipedia wünscht sich an dieser Stelle ein Bild vom Ort mit diesen Koordinaten 53.60339 9.88246 . Motiv: Dahmeweg 25 Falls du dabei helfen möchtest, erklärt die Anleitung , wie das geht. BW          |  |
| Fahrenort 100 (Lage)                                                                    | Gerhard Brandes           | Schirmwand Stein | 1961      | Zabel                | Bild gesucht Die Wikipedia wünscht sich an dieser Stelle ein Bild vom Ort mit diesen Koordinaten 53.59952 9.86459 . Motiv: Fahrenort 100 Falls du dabei helfen möchtest, erklärt die Anleitung , wie das geht. BW        |  |
| Fahrenort 106 Grünanlage neben dem Wohnhaus (Lage)                                      | Karl Hartung              | Flügelsäule Abstrakte Bronzeskulptur von drei Metern Höhe, Ankauf durch SAGA. Weitere Abgüsse der Skulpturen befinden sich in Heidelberg und Schleswig.Datierung ist wohl 1959, nicht 1960. Standort Fahrenort 106, nicht Fahrenort 108.               | 1959      | Kulturbehörde        | weitere Bilder |  |
| Fahrenort 76 Fridtjof-Nansen-Schule, Innenhof (Lage)                                    | Eduard Hopf               | Sonnenuhr mit Tiermotiven KaB | 1963      | Kulturbehörde        | weitere Bilder |  |
| Glückstädter Weg 42 Auf dem Spielplatz (Lage)                                           | AG Horizont               | Info-Säulen, Baumstamm und Steine SAGA | 1984      | Kulturbehörde        | weitere Bilder |  |
| Goldhähnchenstieg 6 (Lage)                                                              | Seff Weidl                | Gazelle Bronzeskulptur einer Gazelle, Geweih ist abgebrochen. Die Skulptur wurde 1965 als Abguss derselben Skulptur in Eppendorf angefertigt. Ankauf durch SAGA.                                                                                       | 1960      | Kulturbehörde        | weitere Bilder |  |
| Karl-Heinz-Krahn-Weg Auf dem Spielplatz (Lage)                                          | AG Horizont               | Theaterforum und Turm SAGA | 1984      | SAGA                 | Bild gesucht Die Wikipedia wünscht sich an dieser Stelle ein Bild vom Ort mit diesen Koordinaten 53.58906 9.86068 . Motiv: Karl-Heinz-Krahn-Weg Falls du dabei helfen möchtest, erklärt die Anleitung , wie das geht. BW |  |
| Kroonhorst 117 Kita Kroonhorst/Jugendcafé Osdorf, Obergeschoss an Treppenaufgang (Lage) | Eduard Hopf               | Keramisches Mosaik KaB | 1971      | Kulturbehörde        | Bild gesucht Die Wikipedia wünscht sich an dieser Stelle ein Bild vom Ort mit diesen Koordinaten 53.59232 9.84983 . Motiv: Kroonhorst 117 Falls du dabei helfen möchtest, erklärt die Anleitung , wie das geht. BW       |  |
| Langbargheide 40 Schule Langbargheide, Vorhof (Lage)                                    | Richard Steffen           | Liegender Bronzeskulptur eines auf dem Rücken liegenden Mann, die Arme hinter dem Kopf verschränkt. Ankauf im Rahmen des Programms „Kunst am Bau“ zur Bauzeit der Schule.                                                                              | 1959      | Kulturbehörde        | weitere Bilder |  |
| Langbargheide 40 Schule Langbargheide, unter Vordach bei Lehrerzimmer (Lage)            | Heinz Glüsing             | Hase und Swinegel Allegorische Figuren aus der Fabel vom Hasen und Igel, KaB | 1959      | Kulturbehörde        | Bild gesucht Die Wikipedia wünscht sich an dieser Stelle ein Bild vom Ort mit diesen Koordinaten 53.59652 9.89071 . Motiv: Langbargheide 40 Falls du dabei helfen möchtest, erklärt die Anleitung , wie das geht. BW     |  |
| Lüdersring 91 Farnhornweg / Ecke Elbgaustraße (Lage)                                    | Klaus-Jürgen Luckey       | Vegetatives Wachsen Betonskulptur, die in abstrakter Art den Durchbruch und die Entfaltung des pflanzlichen Triebs aus dem Erdboden dargestellt. Ankauf durch die SAGA.                                                                                | 1968      | Kulturbehörde        | weitere Bilder |  |
| Lüdersring 2/16 Grünanlage auf der Nordseite der Straße (Lage)                          | Matschinsky-Denninghoff   | Großer Götze Abstrakte Skulptur aus Bündeln gebogener Edelstahl-Röhren. Ankauf durch SAGA im Rahmen des Programms „Kunst am Bau“. | 1971      | Kulturbehörde        | weitere Bilder |  |
| Lüttkamp 141 westlich der Kreuzung von Lüttkamp und Elbgaustraße (Lage)                 | Seff Weidl                | Bison Bronzeskulptur eines stehenden Bisons mit gesenktem Haupt in stilisierter Darstellung, Sockel aus scharriertem Gestein. Ankauf im Rahmen des Programms "Kunst am Bau", heute SAGA.                                                               | 1958      | Kulturbehörde        | weitere Bilder |  |
| Lüttkamp 142 (Lage)                                                                     | Barbara Haeger            | Weiblicher Akt Bronzeskulptur einer stehenden Frau mit hinter dem Kopf verschränkten Armen in stilisierter Darstellung. Ankauf 1959 im Rahmen des Programms "Kunst am Bau" durch Wohnungsbaugesellschaft (heute SAGA).                                 | 1957      | Kulturbehörde        | weitere Bilder |  |
| Netzestraße 14 Nordseite des Wohnblocks (Lage)                                          | Gustav Seitz              | Große Marina Bronzeskulptur einer sitzende Frau, die Beine nach vor ausgestreckt und die Arme hinter dem Kopf verschränkt. Ankauf durch SAGA. | 1962      | Kulturbehörde        | weitere Bilder |  |
| Netzestraße 14 Flüsseviertel Zentrum (Lage)                                             | HD Schrader               | Flüsse 1/4 SAGA | 2000      | Kulturbehörde        | Bild gesucht Die Wikipedia wünscht sich an dieser Stelle ein Bild vom Ort mit diesen Koordinaten 53.60557 9.86683 . Motiv: Netzestraße 14 Falls du dabei helfen möchtest, erklärt die Anleitung , wie das geht. BW       |  |
| Ohlestraße 5 Weistritzstraße 5 (Lage)                                                   | Christoph Bechteler       | Vogelgruppe SAGA | 1962      | Kulturbehörde        | weitere Bilder |  |
| Spreestraße 1 Ecke Elbgaustraße (Lage)                                                  | Peter Würtz               | Zwei Kreisscheiben Abstrakte Skulptur aus Beton, Ankauf durch SAGA | 1972      | Kulturbehörde        | weitere Bilder |  |
| Spreestraße 19 (Lage)                                                                   | Klaus Kütemeier           | Sitzender Mann SAGA | 1964      | Kulturbehörde        | weitere Bilder |  |
| Swattenweg 10 Schule Swatten Weg, Aula (Lage)                                           | Erich Hartmann            | Fröhlicher Reigen KaB | 1964      | Kulturbehörde, Diss. | Bild gesucht Die Wikipedia wünscht sich an dieser Stelle ein Bild vom Ort mit diesen Koordinaten 53.599065 9.858137 . Motiv: Swattenweg 10 Falls du dabei helfen möchtest, erklärt die Anleitung , wie das geht. BW      |  |
| Swattenweg 10 Schule Swatten Weg, vor Eingang (Lage)                                    | Karl Opfermann            | Zwei Schulmädchen KaB | 1959–1961 | Kulturbehörde        | weitere Bilder |  |
| Ueckerstraße 50 (Lage)                                                                  | Gerhard Brandes           | Ballspielende Kinder Skulptur aus Kupfer | 1974      | Zabel                | weitere Bilder |  |
| Ueckerstraße 8 (Lage)                                                                   | Hans-Joachim Frielinghaus | Kniende Bronzestatue einer knienden Frau, Ankauf durch SAGA | 1972      | Kulturbehörde        | weitere Bilder |  |
| Veermoor 4 Ehemalige Schule Veermoor, Treppenhaus des Kreuzbaus (Lage)                  | Erich Hartmann            | Tätigkeit des Landmannes Drei Wandbilder zur Tätigkeit des Landmannes zu verschiedenen Jahreszeiten (Säen, Getreide mähen, Obst plücken), Ankauf im Programm „Kunst am Bau“.                                                                           | 1962      | Kulturbehörde        | Bild gesucht Die Wikipedia wünscht sich an dieser Stelle ein Bild vom Ort mit diesen Koordinaten 53.6065 9.8749 . Motiv: Veermoor 4 Falls du dabei helfen möchtest, erklärt die Anleitung , wie das geht. BW             |  |
| Willi-Hill-Weg 2 Hauswand (Lage)                                                        | Johannes Ufer             | Eulenspiegel Reliefplastik des Eulenspiegel an der Wand eines Wohnblocks, Ankauf durch SAGA | 1983      | Kulturbehörde        | weitere Bilder |  |